# Camponotus badius
Camponotus badius är en myrart som först beskrevs av Smith 1857.  Camponotus badius ingår i släktet hästmyror, och familjen myror.

## Underarter
Arten delas in i följande underarter:
- C. b. badius
- C. b. saginatus